# Maison de retraite de Plombières-les-Bains
L'ancien hôpital, puis hospice des Deux Augustins et maison de retraite de Plombières-les-Bains est un ensemble immobilier situé à Plombières-les-Bains dans le département français des Vosges dans la région historique de Lorraine.
Les intérieurs de la chapelle de la maison de retraite sont protégé en tant que monument historique depuis 2000.

## Historique

### Anciens hôpitaux
Un premier hôpital, dont la localisation est inconnue, est fondé à Plombières peu avant 1389 par Ancel de Darnieulles et bientôt (après 1400) confié au prieuré d'Hérival. Il était destiné aux pauvres dont la santé réclamait des soins thermaux et comprenait une chapelle destinée aux curistes ainsi qu'aux habitants de la ville.
Vétuste, l'établissement est reconstruit après 1608 sur la rive droite de l'Augronne, à proximité de la chapelle devenue église paroissiale.
Il est à nouveau reconstruit en 1728 à l'initiative de François le Febvre, curé de Plombières, prieur d'Hérival et recteur de l'hôpital de 1726 à 1733. En 1741, le duc de Lorraine Stanislas en confie la gestion aux sœurs de Saint Charles puis le fait reconstruire en 1742 à l'emplacement de 5 maisons devant l'église, entre l'Augronne et le presbytère. Construit en partie sur la rivière, voûtée pour la circonstance, l'hôpital royal est un bâtiment à 3 étages et 7 travées couvert d'un toit d'ardoise à croupes. De 1793 à 1795, le bâtiment est converti en hôpital militaire, puis sert de logement à la gendarmerie de 1799 à 1805, date de son retour aux fonctions hospitalières. Juste en amont se trouvait le Pont des Vaches, construit en bois et reliant les premiers étages de deux bâtiments de part et d'autre de l'Augronne, représenté en 1824 sur une aquarelle de A. Jacquot et disparu lors de la construction de l'hôpital thermal.

### Bâtiments actuels

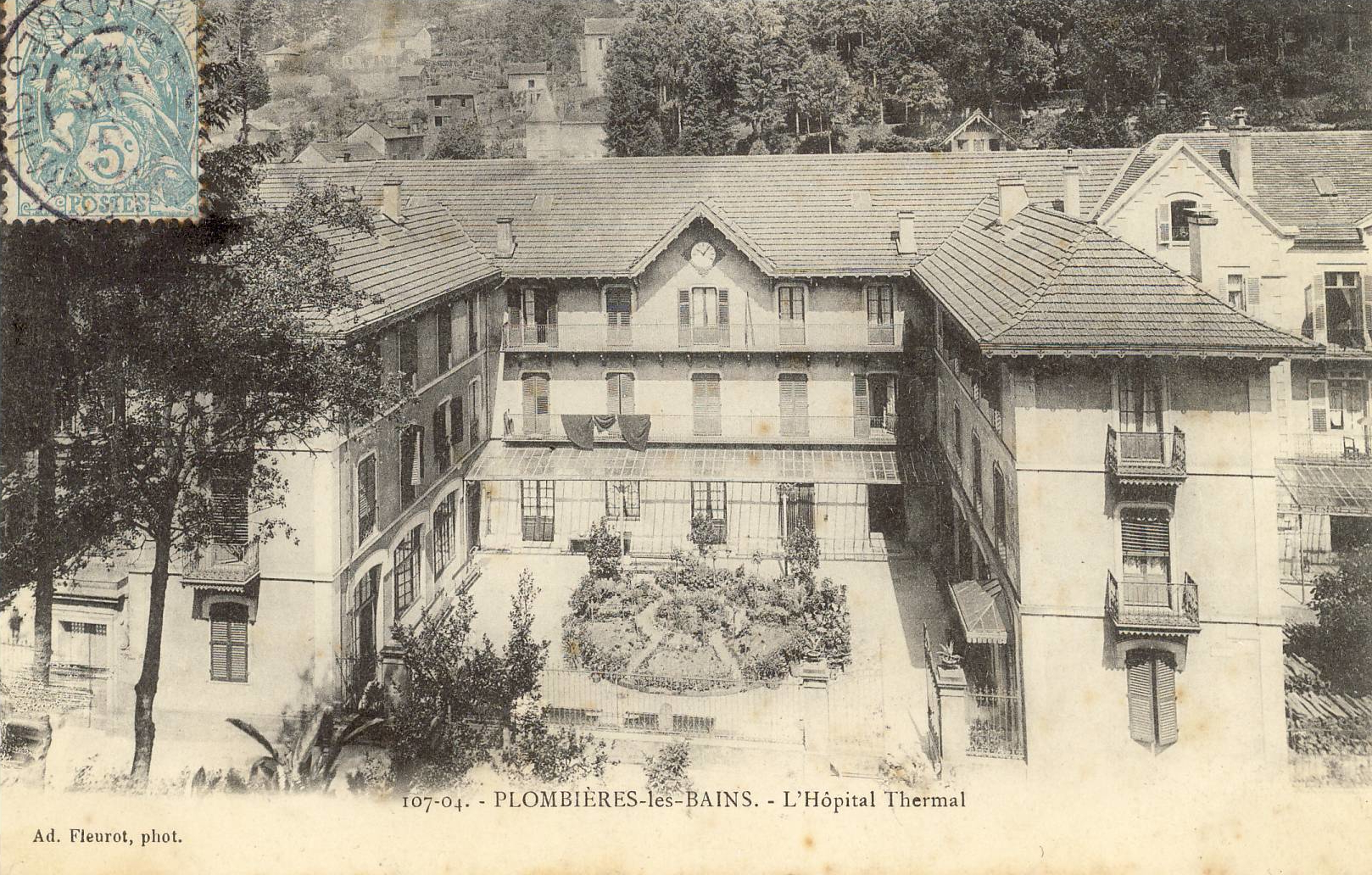
L'hôpital thermal de Plombières-les-Bains en 1905.

En 1861, Napoléon III donne les écuries de son équipage, construites en 1858 entre la rue Grillot et la rivière, pour y loger l'hôpital appelé dorénavant hôpital thermal, qui est pourvu de ferronneries A. Salin et Cie, fondeurs à Ecurey (Meuse). Le bâtiment est inauguré le 15 juin 1862. Destiné aux étrangers, civils et religieux, il est complété en 1894 par un hôpital annexe destiné aux infirmes et vieillards de la commune, construit à l'emplacement de l'hôtel du Lion d'Or sur des plans de l'architecte Curvat grâce aux dons de Sébastien Grillot et à l'héritage de la famille Husson. Les ferronneries sont réalisées par les établissements A. Salin à Ecurey (Meuse). En souvenir d'Augustin Husson (1786-1854) et de son fils Augustin, l'établissement est dénommé hospice des Deux Augustins. En 1925, la ville construit un pavillon d'isolement avec, au rez-de-chaussée, un laboratoire de recherches scientifiques subventionné par l'institut d'hydrologie de Paris. En 1936, la chapelle est pourvue d'un décor intérieur réalisé par l'entreprise Gentil et Bourdet, de Boulogne-Billancourt, suivant des dessins de Franck Danis, fils de l'architecte Robert Danis, qui est intervenu dans différents bâtiments thermaux de la ville .
L'établissement n'accueille plus de curistes depuis le début des années 1980. Il fut par la suite la maison de retraite de Plombières jusqu'en 2009, le bâtiment étant alors devenu vétuste et plus adapté aux normes. La maison de retraite de Plombières a été transférée dans des locaux neufs à l'EHPAD Le Clos des Écureuils situé aux Granges-de-Plombières.
Le chantier de remise aux normes des locaux a nécessité de nombreux et coûteux travaux. Le Clos des Deux Augustins accueille des antiquaires, brocanteurs, artisans d'art et artistes réunis en association depuis 2013.

## Chapelle

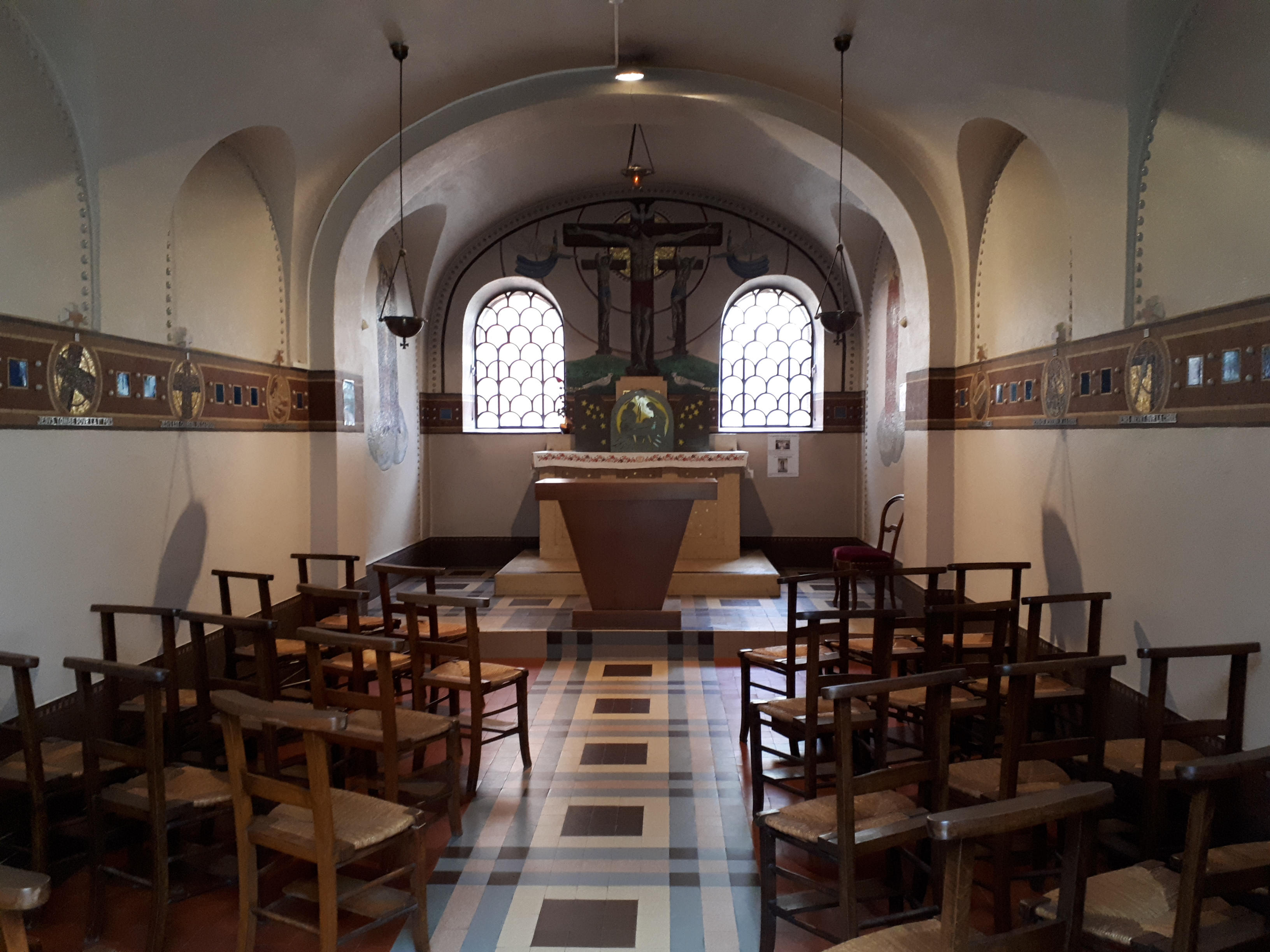
La chapelle Saint-Charles.

La chapelle Saint-Charles est située au rez-de-chaussée du corps principal et s'intègre dans ses distributions. Voûtée en berceau couvrant le vaisseau unique, elle a été réaménagée en 1936 selon les dessins d'une sœur de la congrégation de Saint Charles et de Franck Danis dans un parti de simplicité où les murs blanchis mettent en valeur le remarquable décor de mosaïque réalisé par Gentil et Bourdet sur des cartons de Franck Danis.
Elle comprend des vitraux d'écailles roses et mauves. Des fresques représentent la Crucifixion, la Sainte Famille, Saint Charles Borromée, le Chemin de croix avec symboles figuratifs du Calvaire. Les fresques sont ornées de cabochons en faïence blanche et des carreaux d'émail bleu. Les luminaires sont en laiton. Le décor est similaire à celui de la buvette du Bain national de Plombières-les-Bains. 

## Architecture
La maison de retraite et ses annexes constitue un ensemble immobilier de grande taille, avec un corps principal de près de 70 mètres de long parallèle à la rue Grillot.
L'ancien hôpital thermal construit en pierre de taille de grès vosgien occupe la partie ouest, avec un plan en U composé d'un corps principal de 30 mètres de long à pignon central triangulaire comprenant deux étages avec balcons et deux ailes perpendiculaires, autour d'une petite place ouverte sur la rue Grillot comprenant un massif arboré circulaire en son centre.
L'ancien hospice des Deux Augustins prolonge l'ancien hôpital thermal à l'est vers l'hôtel de ville et comporte un petit jardin d'agrément ouvert sur la rue Grillot.
Un bâtiment composé de trois étages avec sous-sol est rattaché à l'ancien hôpital thermal juste derrière l'église Saint-Amé, occupé par la bibliothèque La Fontaine des Mots et d'autres associations. Le passage des Amoureux relie la rue Grillot à la rue Saint-Amé à l'arrière à travers le bâtiment.

## Localisation
L'ensemble immobilier réunissant l'ancien hôpital thermal et l'ancien hospice des Deux Augustins se trouve du 2 au 6 rue Grillot le long de l'Augronne souterraine, en aval de l'hôtel de ville et en amont de l'église Saint-Amé.
Les Jardins en Terrasses dominent l'ensemble immobilier sur le flanc de la colline au sud de l'autre côté de la rue Grillot.